# Падшие (фильм)
«Падшие» (англ. We All Fall Down) — драма режиссёра Мартина Камминса.

## Сюжет
Фильм рассказывает о безработном актёре Майкле, который пристрастился к наркотикам после смерти матери. У лучшего друга Майкла, талантливого художника Криса, дела ещё хуже, из-за наркотиков пропало вдохновение и ему пытается помочь выбраться из этого болота его девушка Райан. Последние события убеждают Майкла, что он должен завязать с наркотиками, но всё зашло слишком далеко…

## В ролях
| Актёр               | Роль            |
| ------------------- | --------------- |
| Дарси Белшер        | Майкл           |
| Мартин Камминс      | Крис            |
| Франсуаза Робертсон | Райан           |
| Хелен Шейвер        | Шерри           |
| Барри Пеппер        | Джон            |
| Николас Кэмпбелл    | Брюс            |
| Рене Обержонуа      | Тим             |
| Райан Рейнольдс     | «Красные туфли» |

## Награды и номинации
- Премия Genie Awards
  - 2001, награда в категории «лучшая актриса второго плана» (Хелен Шейвер)
- Премия Leo Awards
  - 2001, номинация в категории «лучший сценарий драматического полнометражного фильма» (Мартин Камминс, Ричард Бартон)